# Camponotus peleliuensis
Camponotus peleliuensis é uma espécie de inseto do gênero Camponotus, pertencente à família Formicidae.